# Leptobotia tchangi
Leptobotia tchangi är en fiskart som beskrevs av Fang, 1936. Leptobotia tchangi ingår i släktet Leptobotia och familjen nissögefiskar. IUCN kategoriserar arten globalt som otillräckligt studerad. Inga underarter finns listade i Catalogue of Life.